# Asamblea Regionalista Valenciana
La Asamblea Regionalista Valenciana fue una asamblea celebrada en Valencia en 1907 convocada por Valencia Nova con motivo de la celebración del segundo centenario de la abolición de los Furs. Reunió a todos los integrantes del naciente valencianismo político y en la misma también participaron miembros de entidades «regionalistas» de Cataluña y de las Islas Baleares. Su finalidad principal era crear una Solidaritat Valenciana, que siguiera el ejemplo de la exitosa Solidaritat Catalana, pero no lo consiguió debido a la oposición del blasquismo y a la indiferencia de la mayoría de fuerzas políticas valencianas, y también debido a que los republicanos «sorianistas» (escindidos desde 1903 del blasquismo) se echaron finalmente atrás, a pesar de que habían apoyado y participado en la Asamblea.

## Antecedentes

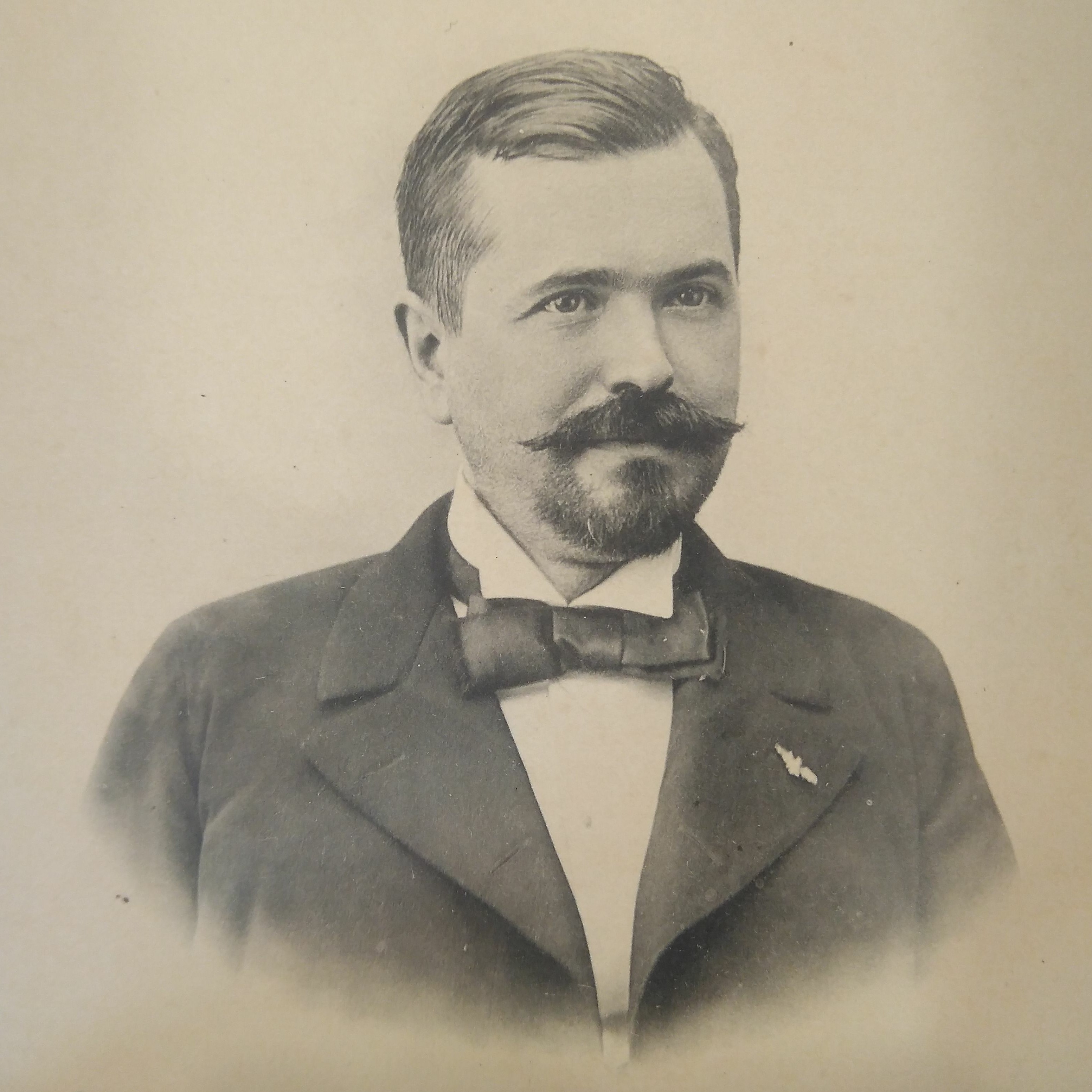
Josep Maria Puig i Torralva fue el promotor en 1904 de la sociedad Valencia Nova, organizadora de la Asamblea Regionalista Valenciana.

En noviembre de 1904 un grupo de miembros de Lo Rat Penat, entidad pionera de la Renaixença valenciana, pero a la que consideraban «en franca decadencia, castellanizada, influida por la política conservadora del centro», «sucursal del Las Provincias», y sobre la que «el partido liberal-conservador, centralista en esencia, puso sus manos encima de las alas del Rat, y por eso no vuela... ni volará», fundaron una nueva «sociedad patriótica» valencianista, tal como había propuesto en su discurso de 1902 el doctor Faustí Barberà. La llamaron Valencia Nova y su promotor fue Josep Maria Puig i Torralva, que ya había participado en la sociedad La Oronella fundada por Constantí Llombart en 1885. Al grupo inicial formado por Puig i Torralva, Francesc Badenes i Dalmau, Ramon Andrés i Caselles, Eduard Boix, Isidre Torres y Francesc Costell, se fueron sumando poetas, escritores y estudiantes, y miembros del artesanado y de la pequeña burguesía. Publicaron un periódico quincenal con el mismo nombre que el de la entidad.
Desde sus inicios Valencia Nova dejó muy claro lo que la separaba de la Lo Rat Penat:

Pero no nos extasiamos con la contemplación de su hermosura, porque la Patria Valenciana tiene derechos que defender, personalidad histórica que reafirmar, idioma que cultivar, historia que dar a conocer al pueblo, costumbres que fomentar, literatura, arte, agricultura e industria que enaltecer, y POLITICA PROPIA por la que debemos luchar. [...] Y la tarea es larga y no bien comenzada. Hacer versos a la terreta, muy buena cosa es; per contentarse con eso es amor platónico. Ver la patria esclava y no arremeter a romper sus cadenas, para poner en su lugar lazos de hermandad [germanor], es crueldad o cobardía. Nosotros, los que en Valencia Nova hemos juntado nuestros amores patrióticos, hemos venido a luchar por la autonomía del Reino de Valencia... Contentarse tan solo con chupar la miel de la tierra mientras la patria muere, no es cosa nuestra: eso queda, con raras excepciones, a los poetas de Lo Rat Penat. ¡Via Ferro!.

## Historia

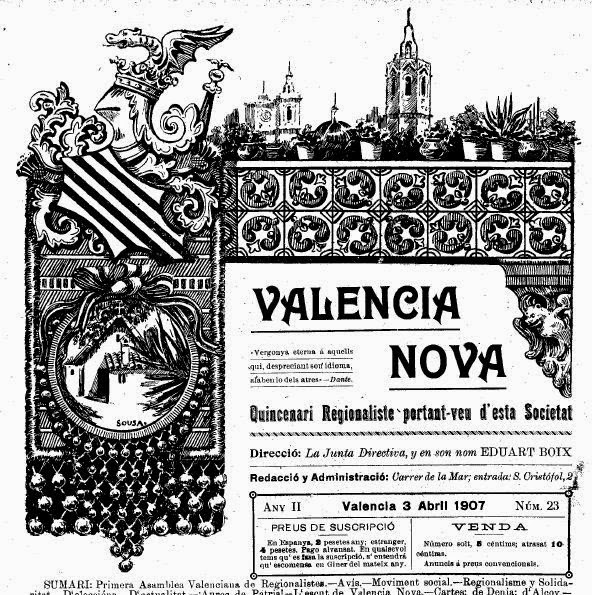
Primera página del periódico quincenal Valencia Nova editado por la sociedad del mismo nombre (3 de abril de 1907).

Aprovechando la conmemoración del segundo centenario de la abolición de los Furs, Valencia Nova comenzó a preparar la Asamblea Regionalista Valenciana con la intención de crear una Solidaritat Valenciana que reprodujera el éxito de la Solidaritat Catalana. Le propuso a Teodor Llorente, el «patriarca» de la Renaixença valenciana, que ocupara la presidencia de honor pero este rehusó, porque según explicó su diario Las Provincias significaría «asentimiento y cooperación a la obra de esta Asamblea» y «es sabido que se halla apartado de todo movimiento político». Con esta negativa, según Alfons Cucó, «se consumó definitivamente el divorcio entre valencianistas y ratpenatistas».
Valencia Nova invitó también a participar en la Asamblea a entidades «regionalistas» de Cataluña y de las Islas Baleares. El periódico «sorianista» El Radical, que desde el principio dio todo su apoyo a la Asamblea, lo justificó en un artículo titulado «Gràcies, catalans» publicado el 20 de junio de 1907:

Nosotros, que llevamos en nuestras venas vuestra sangre, que no podemos menos de sentir la filiación de vuestro origen, de recordar que nuestra habla materna viene de vosotros, tenemos que ser los primeros que os oiremos y os seguiremos y a ponernos en fila vamos en el movimiento regionalista iniciado por vosotros por España toda.

Los organizadores habían previsto que la expedición de Cataluña y de las Islas fuera muy numerosa y llegaron a plantearse alquilar un barco, el Brasileño, pero ante la hostilidad de los blasquistas, que la consideraban un «ataque provocativo», y la actitud beligerante de las autoridades (el gobernador civil amenazó con sacar a la «fuerza armada» si se producía la más pequeña alteración del orden público), se redujo su número y finalmente llegaron en tren (siendo recibidos por los blasquistas con insultos, intentos de agresión y gritos de «¡Viva España! ¡Muera Cataluña!»). El Ayuntamiento de Valencia, controlado por los blasquistas y que había rechazado la invitación de Valencia Nova de sumarse a la Asamblea, advirtió que no recibiría oficialmente a los representantes del Ayuntamiento de Barcelona, «por temerse que la celebración dé lugar a conflictos y por no convenir a las aspiraciones de Valencia robustecer las de la Solidaridad Catalana». También rehusó aceptar la corona de hierro que los expedicionarios querían colocar a los pies de la estatua ecuestre de Jaime I.
Las sesiones académicas de la Asamblea se celebraron en los días previstos y sin que se produjeran incidentes. Las conclusiones se dividieron en cuatro apartados: temas «políticos», de «intereses materiales», de «filología y literatura» y los correspondientes a la sección «Derecho». En los temas «políticos» se partía de la exigencia de «reconstitución de la región valenciana» y se reclamaba la «autonomía de los municipios y de la región». Para alcanzarla se proponía el establecimiento de un «pacto solidario» entre las diferentes fuerzas políticas valencianas y la fundación de un amplio centro regionalista, así como el establecimiento de lazos de fraternidad con otras regiones hispánicas (una referencia a Cataluña, pero sin mencionarla, dada la campaña anticatalanista promovida por los blasquistas y las fuerzas conservadoras con motivo de la Asamblea). Sobre este tema el periódico «sorianista» El Radical publicó el artículo «Sobre Solidaridad» el 3 de julio de 1907:

Valencia nace como nacionalidad. Demanda derechos, leyes, acción directa sobre su vida y la española. [...] La Nueva Iberia surgiendo de la concatenación de todos los viejos pueblos que la hicieron triunfante; pero una Nueva Iberia triunfante también de sus libertades. Autonomía y Libertad: he aquí el lema. El medio, la confraternidad de todos los valencianos de buena voluntad.

En cuanto al resto de los tres temas, destacan las conclusiones de la Sección de Filología y Literatura. Ya en las bases organizativas de la Asamblea se establecía que la lengua oficial sería «la valenciana y ses similars la catalana, mallorquina, etc.» y entre aquellas figuraba el reconocimiento oficial del valenciano y la necesidad de crear un «diario regionalista». También se reclamaba el derecho a usar la lengua propia en las actas judiciales y notariales.

### La campaña antiasamblearia (y anticatalanista) del blasquismo
El diario blasquista El Pueblo, entonces dirigido por Félix Azzati, lanzó una dura campaña contra la Asamblea Regionalista, a la que acusaba de mostrar «vergonzosos asomos de separatismo» y de basarse en «estúpidas añoranzas de un pasado que pertenece al cementerio histórico y que no puede ni debe resucitar», y cuyo trasfondo era la rivalidad que los blasquistas mantenían con los «sorianistas», escindidos del movimiento desde principios de 1903 (uno de los motivos de la disputa era la Solidaritat Catalana que los «sorianistas» apoyaban y los blasquistas calificaban como «egoísta, inmoral y retrógrada», y como «un nuevo aspecto de la tentativa de los clericales»). De hecho la campaña incluyó duros ataques contra Rodrigo Soriano, a quien se calificaba como «cínico y desvergonzado», «deshonrador de mujeres» vendido  a intereses extraños que había traicionado a los valencianos. «Valencia... conoce profundamente qué clase de patriotismo es el que exhibe Soriano, que en esto del amor á Valencia, imita sencillamente á los chulos de lupanar, que aman á la dueña por lo que les da». Por otro lado, la campaña fue respondida desde el «sorianista» El Radical y desde el también republicano El Mercantil Valenciano.
En la campaña El Pueblo recurrió a dos tipos de argumentos: los económicos y los políticos. Los primeros se basaban en la idea de que «los intereses catalanistas son contrarios a los intereses valencianos» —«oponiendo la reclamación librecambista que nuestra región necesita, frente al proteccionismo desatentado que los solidarios catalanes pretender imponer y acrecentar con soberbia verdaderamente tiránica e inaguantable», se decía en el artículo ««Por Valencia y por la República» publicado el 11 de mayo de 1907—. En esto los blasquistas coincidían con los sectores conservadores que desde Las Provincias también criticaban el proyecto de la Solidaritat Valenciana argumentando que el «industrialismo catalán» perjudicaba a la agricultura valenciana (en pleno auge por la exportación de cítricos) porque los aranceles «nos cierran el mercado exterior» —«No nos dejemos seducir por halagadoras promesas...», se decía en un artículo de Las Provincias reproducido por El Pueblo, en el que se invocaba «la suprema, la patriótica, la redentora Solidaridad Nacional, única que puede llevar a España a una gloriosa rehabilitación», frente a los «catalanistas exaltados que sueñan con monstruosas utopías». En otro artículo de El Pueblo publicado el 24 de mayo con el título «Solidaridad económica» se decía: «Huir del centralismo de Madrid para dar de bruces en otro poder que nos imponga bárbaramente su hegemonía industrial, no nos conviene; a la burocracia política estamos acostumbrados, y persistirá hasta que no se haya extirpado de raíz tanta gangrena; pero sería muy probable que, sin perder de vista esta pudre quedáramos como sievos sumisos, como feudo del mercantilismo catalán. Y esto es lo que hay que evitar a toda costa».
Los argumentos políticos partían del ataque a «la burguesía separatista barcelonesa, frailuna, vetusta, partidaria de la independencia del famoso Principado, piojoso y sanguinario, que dejó marcada en la historia las huellas de una ferocidad fenicia, bárbara, horripilante» («La lepra catalanista», 13 de junio de 1907). Y de ahí se pasaba al ataque directo al valencianismo: «¿De dónde sacan estos señores valencianistas que aquí puede haber sentido regionalista hasta el punto de constituir una fuerza poderosa y eficiente? ¿Acaso ha tenido Valencia historia propia que haya delineado su personalidad con caracteres imborrables a través del tiempo? [...] Es una tontería el querer engañar con una historia ficticia y con una personalidad tan poco persistente. Estamos todos en el secreto, ni historia, ni literatura, ni lengua, ni nada» («El Dr. Faustino, Minio y Gasparo, o les naus de Barcelona y la flauta solidaria», 18 de junio de 1907). El 12 de julio de 1907 era el propio Azzati quien cuestionaba la existencia misma del valencianismo (el artículo se titulaba «Discutamos»):

No queda aquí nada que restaurar. Lo viejo, lo caduco, desapareció afortunadamente, no vencido por las malas artes de los reyes, sino porque no podía ni debía seguir viviendo. [...] Empeñarse en resucitar ruinas, es hacer obra arqueológica, muerta. [...] España penetró aquí, en estos campos y en estas vegas y en estos corazones para arrebatarlos y fascinarlos y enamorarlos. [...] Aquí no queda más alma valenciana que ese postizo engendro que se trata de resucitar para obligarnos a lamentables pérdidas de tiempo precioso. [...] Estos grupos regionalistas que cultivan las letras valencianas, que hablan nuestro dialecto... merecen nuestros respetos, todas nuestras simpatías, como las merecen los arqueólogos.

### El fracaso de laSolidaritat Valenciana
La propuesta más importante de la Asamblea era la constitución de una Solidaritat Valenciana (de un «pacte solidari») integrada por los grupos y partidos políticos que la habían apoyado (los «sorianistas» y los carlistas, junto con las minoritarias entidades valencianistas). Pero las reticencias  de los «sorianistas» a participar se pusieron en evidencia muy pronto alegando que no estaban dispuestos a emprender ninguna clase de acción política que pudiera conducirlos al debilitamiento de «su gloriosa significación republicana radical», posición que no fue compartida por todo el «sorianismo», lo que provocó que el propio Rodrigo Soriano publicara un artículo en su periódico El Radical el 31 de octubre de 1907 titulado «Solidaridad Valenciana. Las cosas claras». En él criticaba a «los que pretenden darnos lecciones de valencianismo» y afirmaba los rasgos fundamentales de su partido como «radical, republicano, valencianista, solidario para los grandes problemas de la capital y de la región...». «Los que duden del regionalismo mío y del de los radicales, son enemigos ocultos disfrazados de valencianismo», concluía.
A pesar de las reticencias manifestadas por los «sorianistas», la dirección de Valencia Nova envió en diciembre una nota a todos los partidos políticos valencianos en la que decía: «en virtud de los acuerdos tomados en la Asamblea Regionalista del 29 de junio, y como presidente de la Junta rectora de la misma, tengo el honor de dirigirme a usted rogándole se sirva participar a esta presidencia su conformidad o desacuerdo en la constitución del pacto solidario». En principio la respuesta fue positiva y el 8 de enero de 1908 se reunían los delegados del Centre Regionalista —la nueva denominación que había adoptado Valencia Nova unos días antes—, de los carlistas y de los «sorianistas» con el fin de buscar «una forma patriótica para formar un sólido pacto de Solidaridad entre todos los elementos políticos de la región, teniendo por base el sagrado deber que tienen todos los valencianos de defender heroicamente los sagrados intereses de la patria valenciana, tan despreciados por el Estado español». Pero finalmente Rodrigo Soriano se negó a firmar las bases del «pacto solidario» que ya habían sido redactadas acusando a «otros elementos de la Solidaridad de haber entibiado la armonía que debía reinar en ésta», e insistiendo en que su partido no había abandonado «la defensa de los altos intereses de la región, siendo sus representantes en las Cortes los porta-estandartes del regionalismo práctico, viable y patriótico». 
La defección de los «sorianistas» hizo inviable el «pacto solidario», lo que fue aprovechado por el blasquismo para arremeter contra Rodrigo Soriano —Azzati escribió en El Pueblo: «Soriano ha roto la Solidaridad Valenciana antes de construirla», por su temor a «perder la empresa, [a] ser eclipsado por los mantenedores de una doctrina desconocida para él»—. Pero la Junta del Centre Regionalista, el nuevo nombre de Valencia Nova, aún hizo un último intento por resucitarlo y propuso desde el semanario Terra Valenciana la candidatura para las elecciones del carlista Manuel Simó y del exsorianista Josep María Escuder, pero poco después este último hizo pública su renuncia, al estar convencido de que los republicanos regionalistas partidarios de la Solidaritat Valenciana, de los que él formaba parte, no estaban suficientemente organizados para afrontar una contienda electoral. Simó mantuvo su candidatura pero puntualizó que eso no significaba abdicar de «mi significación política ni religiosa». Era el final del proyecto de la Solidaritat Valenciana, más aún cuando la Solidaridad Catalana se deshizo por esas mismas fechas, lo que aprovechó Rodrigo Soriano para justificar su rechazo al «pacto solidario» valenciano —«¡Ya se ve el resultado que ha ofrecido Cataluña! Por algo yo vi un poco más claro que el Sr. Simó y me retiré a tiempo. Lo que sucede en Cataluña se proponía por algunos hacerse en Valencia; es decir sacar votos y concejales a costa de los republicanos..., aprovecharse de D. Jaime el Conquistador para lograr votos», escribió Soriano en un artículo titulado «Los hijos de D. Jaime» y publicado el 16 de diciembre de 1908—.

## Valoración
La Asamblea no consiguió su objetivo fundamental de forjar una Solidaritat Valenciana semejante a la Solidaritat Catalana, pero Alfons Cucó, a pesar de ello, ha señalado cuatro logros importantes:
1. El valencianismo dejo de ser un reducto minoritario.
2. En torno al valencianismo se creó cierta expectación, y el «regionalismo» y la «valencianía» comenzaron a ser reivindicados por los partidos políticos valencianos. Los «sorianistas» se presentaron como los defensores de un «sano regionalismo, práctico y patriótico» e incluso los blasquistas afirmaron que nadie era más regionalista que ellos, ya que luchaban «por el progreso y porvenir de Valencia».
3. El valencianismo comenzó a extenderse fuera de la ciudad de Valencia y de su hinterland, especialmente por Castellón de la Plana.
4. Una modesta efervescencia valencianista, sobre todo en la ciudad de Valencia, como lo demostraría la aparición de algunas publicaciones periódicas, como Crit de la Pàtria, Renaixement o Terra Valenciana, y de algunos opúsculos, como el anónimo Ensaig de programa regionaliste fonamental (que adoptaba una posición anticatalanista: «No consentiremos nunca las injerencias, y menos las lecciones, porque no debe recibir lecciones el pueblo que tuvo los Furs más libres de todas las Españas forales») o Solidaridad y regionalismo de Eduard Martínez Ferrando (desde la óptica contraria señalaba como el objetivo del «regionalismo» la construcción de «la futura confederación ibérica, el régimen consustancial con nuestra patria común», y esta tarea debía hacerse desde el área cultural catalana, desde el «triángulo oriental de la Península que se extiende desde los Pirineos hasta Murcia»).